# Лабульбен (коммуна)
Лабульбе́н (фр. Laboulbène, окс. La Bolbena) — коммуна во Франции, находится в регионе Юг — Пиренеи. Департамент — Тарн. Входит в состав кантона Плен-де-л’Агу. Округ коммуны — Кастр.
Код INSEE коммуны — 81118.

## География

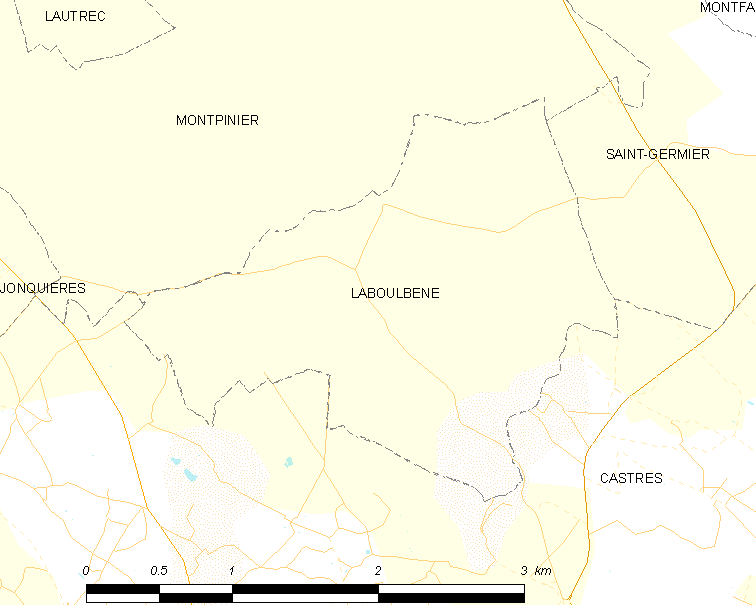
Карта коммуны

Коммуна расположена приблизительно в 580 км к югу от Парижа, в 65 км восточнее Тулузы, в 59 км к югу от Альби.
На севере коммуны протекает река Пулобр (фр. Poulobre).

## Климат
Климат умеренно-океанический. Зима мягкая и дождливая, лето жаркое с частыми грозами. Ветры довольно редки.

## Население
Население коммуны на 2010 год составляло 138 человек.
| 1962 | 1968 | 1975 | 1982 | 1990 | 1999 | 2010 |
| ---- | ---- | ---- | ---- | ---- | ---- | ---- |
| 107  | 92   | 79   | 84   | 135  | 134  | 138  |

## Экономика
В 2007 году среди 106 человек в трудоспособном возрасте (15—64 лет) 89 были экономически активными, 17 — неактивными (показатель активности — 84,0 %, в 1999 году было 82,8 %). Из 89 активных работали 80 человек (43 мужчины и 37 женщин), безработных было 9 (4 мужчины и 5 женщин). Среди 17 неактивных 3 человека были учениками или студентами, 8 — пенсионерами, 6 были неактивными по другим причинам.